# Hannah New
Hannah New (Balham, Londres; 13 de mayo de 1984) es una actriz inglesa de cine y televisión. Es más conocida por haber interpretado a Rosalinda Fox en la miniserie El tiempo entre costuras y a Eleanor Guthrie en la serie Black Sails.

## Biografía
Vivió en Barcelona durante 4 años después de graduarse de la Universidad de Leeds, donde se licenció en filología hispánica, por lo que habla con fluidez el español.
Estudió en la prestigiosa universidad londinense Central School of Speech and Drama, de la que se graduó en diciembre de 2011 con una maestría en actuación.
Es buena amiga del actor Frank Feys.

## Carrera
En 2013 se unió al elenco de la miniserie española El tiempo entre costuras, donde interpretó a Rosalinda Fox. En 2014 se unió al elenco principal de la serie estadounidense Black Sails, donde interpretó a Eleanor Guthrie hasta el final de la serie en 2017. Ese mismo año apareció en la película Maleficent, donde interpretó a la Reina Flor, la madre de la Princesa Aurora, la Bella Durmiente. En julio de 2017, se anunció que se había unido al elenco recurrente de la serie Trust, en el rol de Victoria.

## Filmografía

### Televisión
| Año             | Título                   | Papel               | Notas                             |
| --------------- | ------------------------ | ------------------- | --------------------------------- |
| 2010            | La Riera                 | Julie               | Episodio # 1.91                   |
| 2012            | El barco                 | Úrsula              | Episodio: "Lo que la luz esconde" |
| 2013 - 2014     | El tiempo entre costuras | Rosalinda Fox       | 6 episodios (miniserie)           |
| 2014 - 2017     | Black Sails              | Eleanor Guthrie     | Papel principal. 36 episodios     |
| 2017            | The Strain               | Louisa              | Papel recurrente                  |
| 2018 - presente | Trust                    | Victoria Holdsworth | Papel recurrente                  |
| 2024            | Los Bridgerton           | Tilley Arnold       | Papel recurrente                  |

### Cine
| Año  | Título             | Papel             | Notas |
| ---- | ------------------ | ----------------- | --- |
| 2011 | Fuga de cerebros 2 | Nancy             | Junto a Loles León, Adrián Lastra, Benjamin Nathan-Serio, Alberto Amarilla, Gorka Lasaosa, Pablo Penedo y David Hasselhoff                                                            |
| 2011 | Super Mario        | Louise            | Cortometraje - junto a Bethan Coundley, Kostantious Taxindaridas, Jessica Bayly y Sam Stephenson                                                                                      |
| 2011 | ReVersion          | Liv               | Cortometraje - junto a Myles Nicol, Bethan Coundley, Laila Alj, Jessica Bayly y Elizabeth Guterbock                                                                                   |
| 2012 | Shelter            | Kathryn Gilchrist | Película para televisión - junto a Zachary Abel, Scott Eastwood, Malese Jow, Trent Ford, Anna Colwell, Jeremy Bonham y Eka Darville                                                   |
| 2014 | Maléfica           | La Reina Flor     | Junto a Angelina Jolie, Elle Fanning, Imelda Staunton, Lesley Manville, Juno Temple, Sam Riley, Brenton Thwaites, Peter Capaldi, Sharlto Copley, Kenneth Cranham y Miranda Richardson |
| 2017 | Under the Bed      | Callie Monroe     | Junto a Beverly D'Angelo, Alexis Krause, Ryan O'Nan y Pat Healy |

### Apariciones especiales
| Año  | Programa           | Papel   | Notas                               |
| ---- | ------------------ | ------- | ----------------------------------- |
| 2010 | El club del chiste | Caitlin | Episodio: "Ficción 85 - La inglesa" |